# Kronenbrücke

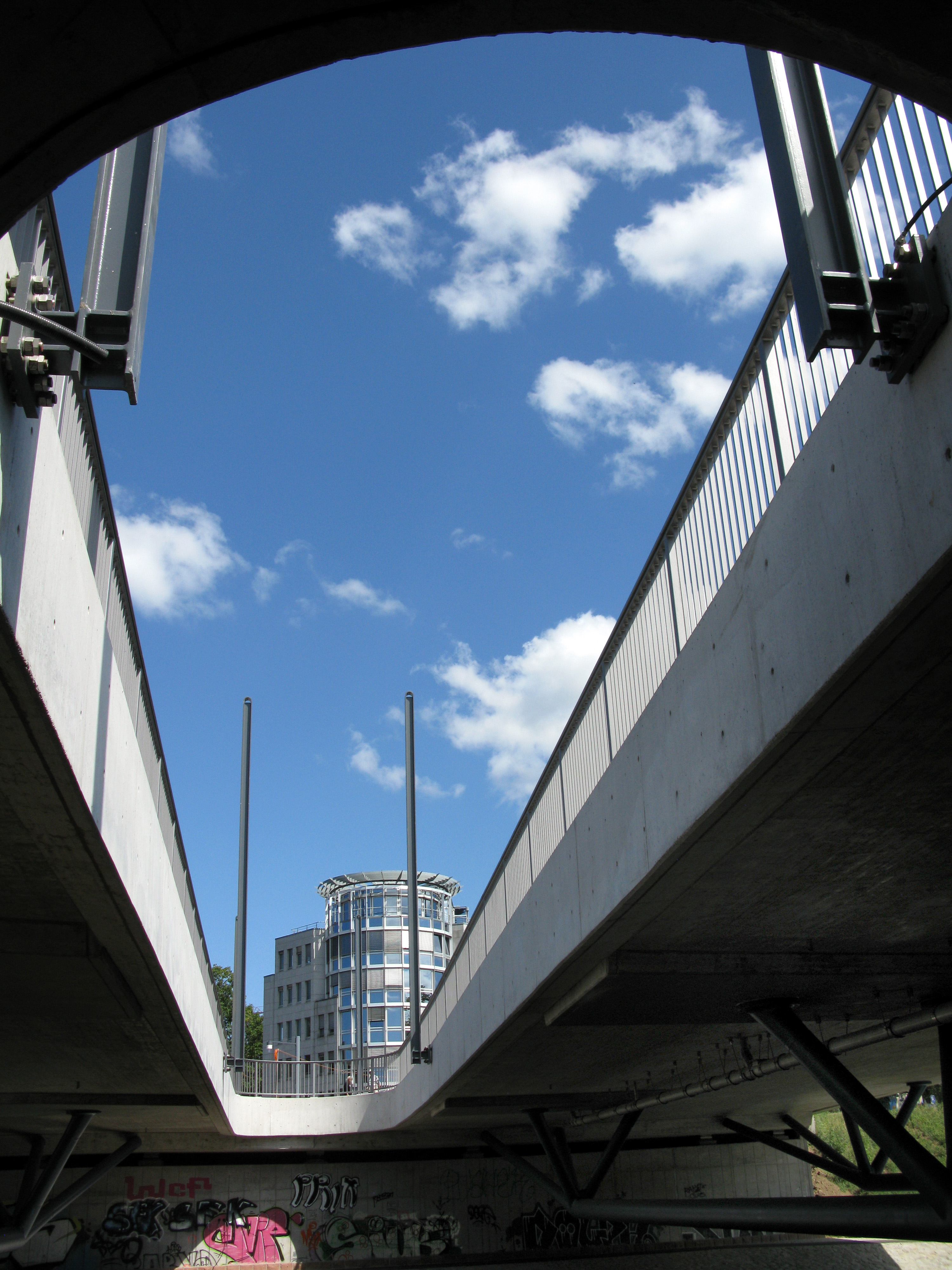
Die schmalere Lichtöffnung der neuen Brücke (2018)

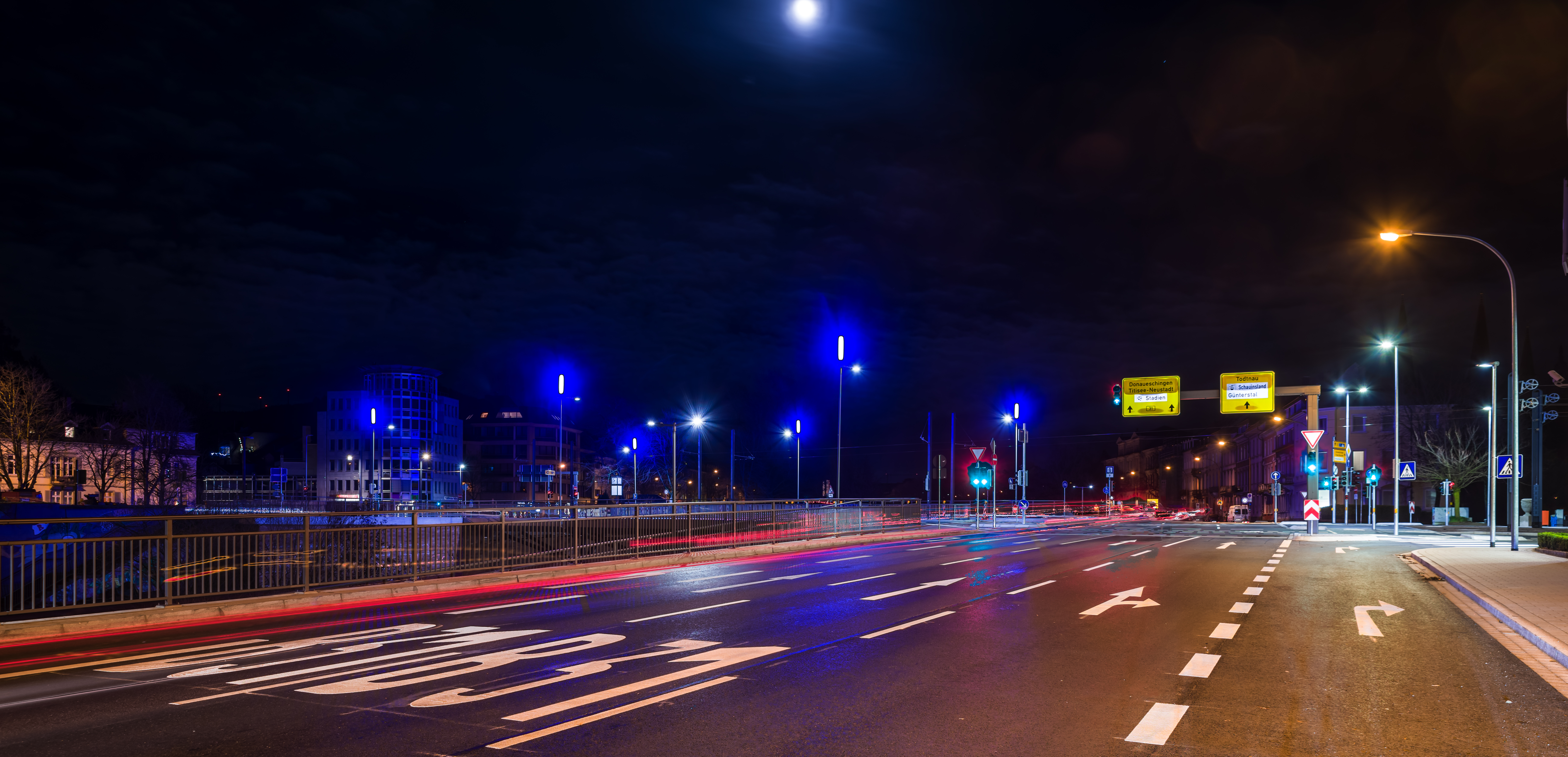
Die neue Kronenbrücke bei Nacht.

Die Kronenbrücke ist eine der beiden ältesten Brücken in Freiburg im Breisgau.  Der Holzsteg über die Dreisam wurde 1869 durch eine Eisenkonstruktion ersetzt. 1902 wurde die Brücke nach Hochwasserschäden als Friedrichsbrücke neu eröffnet. Im Zuge des autogerechten Innenstadtrings wurde das Bauwerk durch eine ovalförmige Doppelbrücke ersetzt. Da die Konstruktion für die geplante Stadtbahntrasse nicht geeignet war, wurde eine neue Brücke gebaut, die Ende 2018 für den Individualverkehr freigegeben wurde. Mit dem FR 6 führt eine der zentralen Radverkehrsachsen über die Kronenbrücke, die dabei über den FR 1 führt und somit eine der zentralen Radverkehrskreuzungen darstellt.

## Geschichte

### Holzbrücke (bis 1869)
An der Stelle der heutigen Brücke befand sich schon im Mittelalter ein Holzsteg. Dieser war Teil der Handelsstraße von Frankfurt nach Basel, die vom Martinstor kommend entlang der heutigen Garten- und Kronenstraße verlief.

### Gartenstraßenbrücke (1869–1903)

Gartenstraßenbrücke

Die Holzbrücke wurde schließlich 1869 durch eine Eisenkonstruktion mit Steinunterbau ersetzt. Sie erreichte allerdings nicht die erwünschte Standfestigkeit und musste bereits drei Jahre später, nachdem sie infolge eines Dreisamhochwassers einstürzte, wieder aufgebaut werden. 1876 wurde sie über die neu angelegte Werderstraße (heute: Werthmannstraße) mit der Bertoldstraße verbunden.
Um die Jahrhundertwende erschien den Stadtplanern die etwa 10 Meter breite Brücke wegen des zunehmend stärker werdenden Verkehrs als „reichlich schmal“. Auch wenn das Jahrhunderthochwasser im Jahre 1896 – anders als bei der Schwabentorbrücke – vergleichsweise glimpflich ablief, zeigten Unterspülungen, dass das damalige Bauwerk nicht zur Abführung großer Wassermassen geeignet war. Der Bürgerausschuss des Stadtrates beschloss daher die Erneuerung von insgesamt sechs Dreisamquerungen sowie zusätzliche Investitionen in die Ufersicherung.

### Friedrichsbrücke (1903–1967)

Friedrichsbrücke

Die neue, 267.000 Mark teure Brücke wurde 1903 eingeweiht und erhielt anlässlich des 50. Thronjubiläums des Großherzogs Friedrich I. den Namen Friedrichsbrücke. Die 16,5 Meter breite Brücke bestand aus drei Segmenten, die zwar gemeinsame Widerlager nutzten, sonst aber vollkommen getrennt errichtet wurden. Dies wurde angewandt, um Erschütterungen der Fahrbahn nicht auf die Gehwege zu übertragen.
Das von den Gebrüdern Armbrüster hergestellte Jugendstil-Geländer bestand aus kunstvollen Motiven einheimischer Bäume und Sträucher, deren Äste bis zu den Stützbogen der eisernen Brückenkonstruktion reichten. In der Geländermitte wurde das Großherzogliche bzw. Freiburger Wappen angebracht. Den Abschluss bildeten mächtige Drachen und mit Löwenköpfen verzierte Laternenträger aus weißem Sandstein. Im Volksmund wurde das Bauwerk daher auch als „Schwiegermutterbrücke“ bezeichnet. Das Geländer wurde beim Bau der Nachfolgerbrücke abgetragen und später für die Schnewlinbrücke ⊙ verwendet. Mit ihm übertrug sich auch der Spitzname.

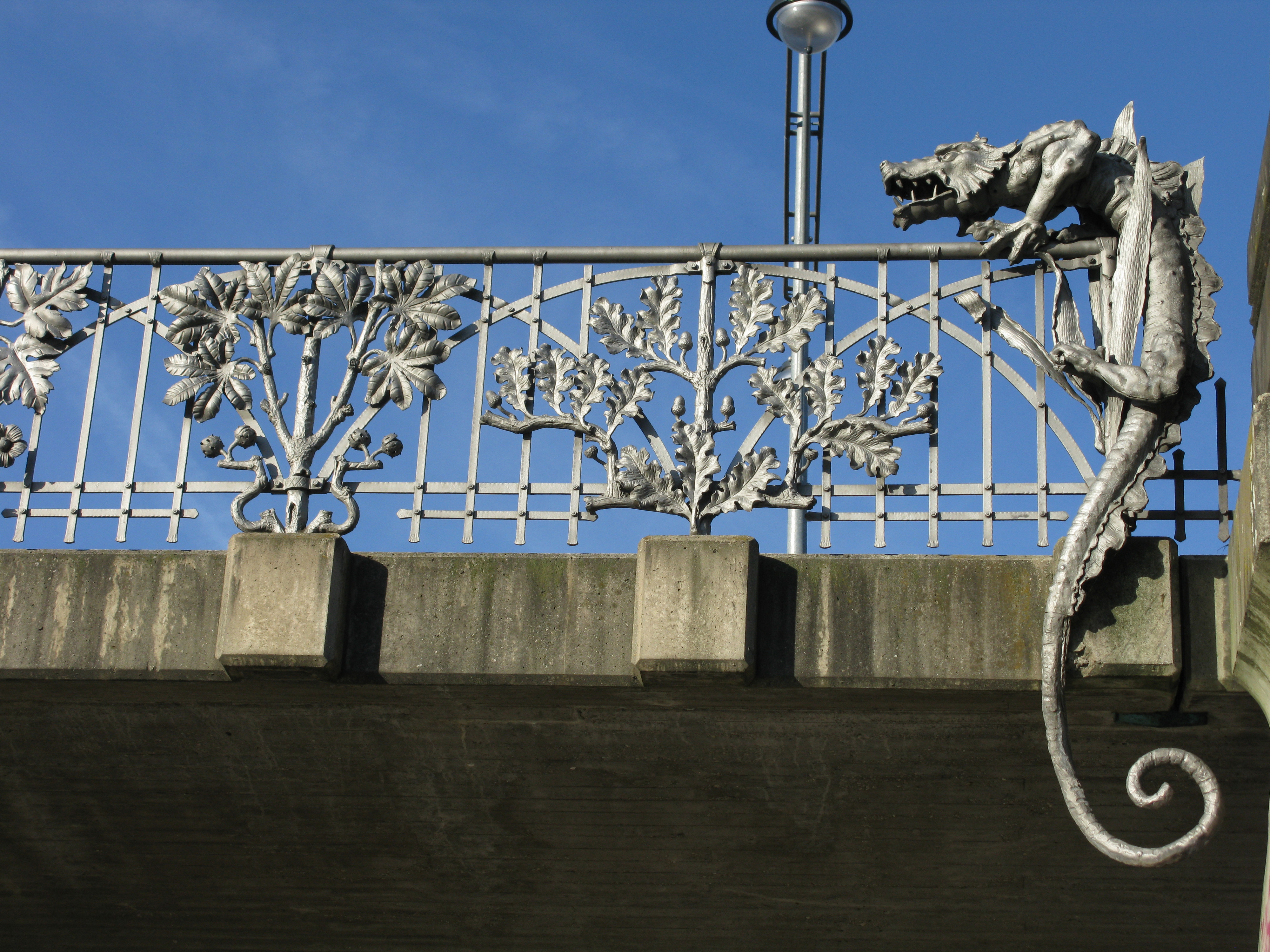
Jugendstilgeländer mit Drachen an der heutigen Schnewlinbrücke
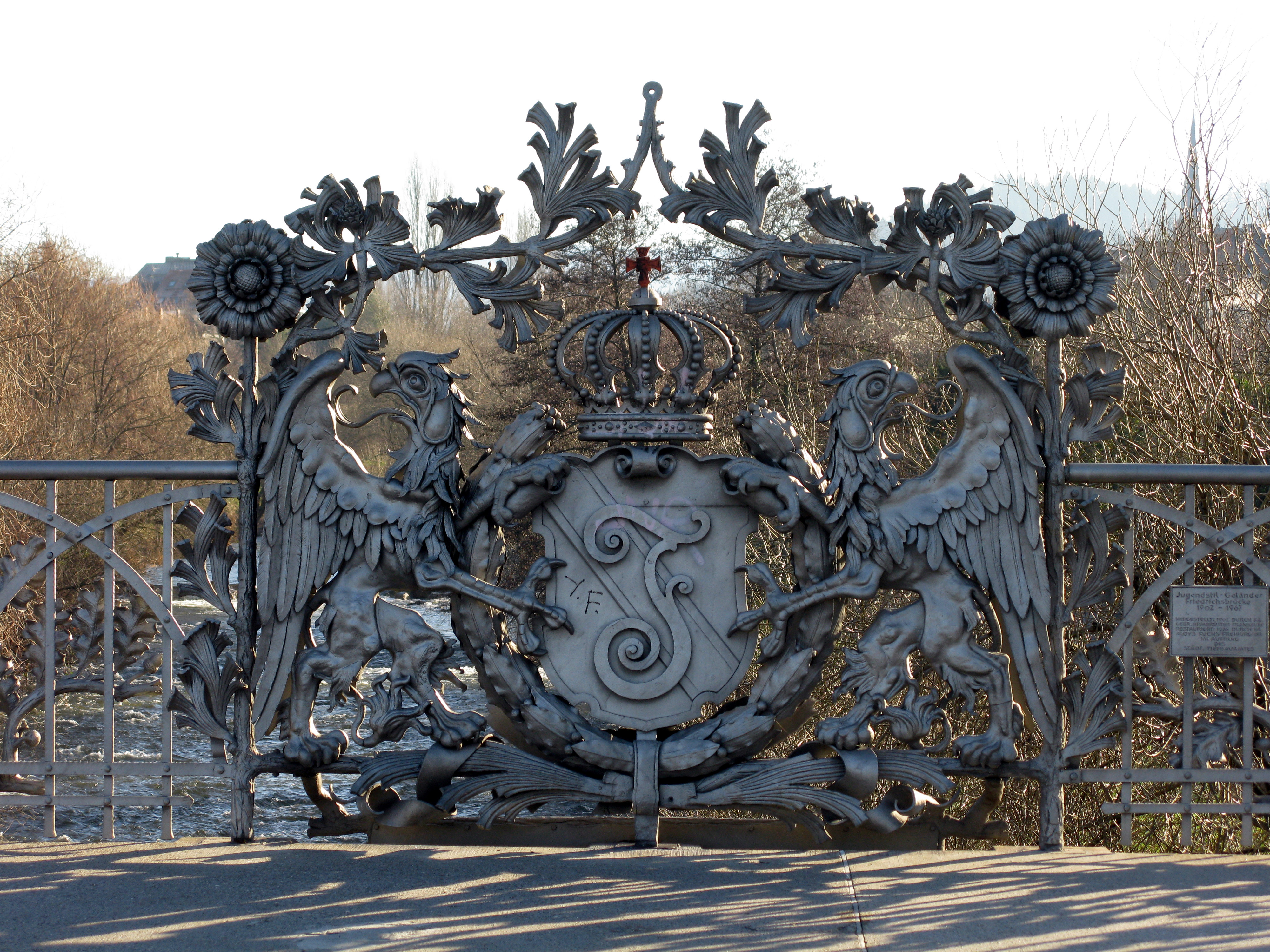
Großherzogliches Wappen
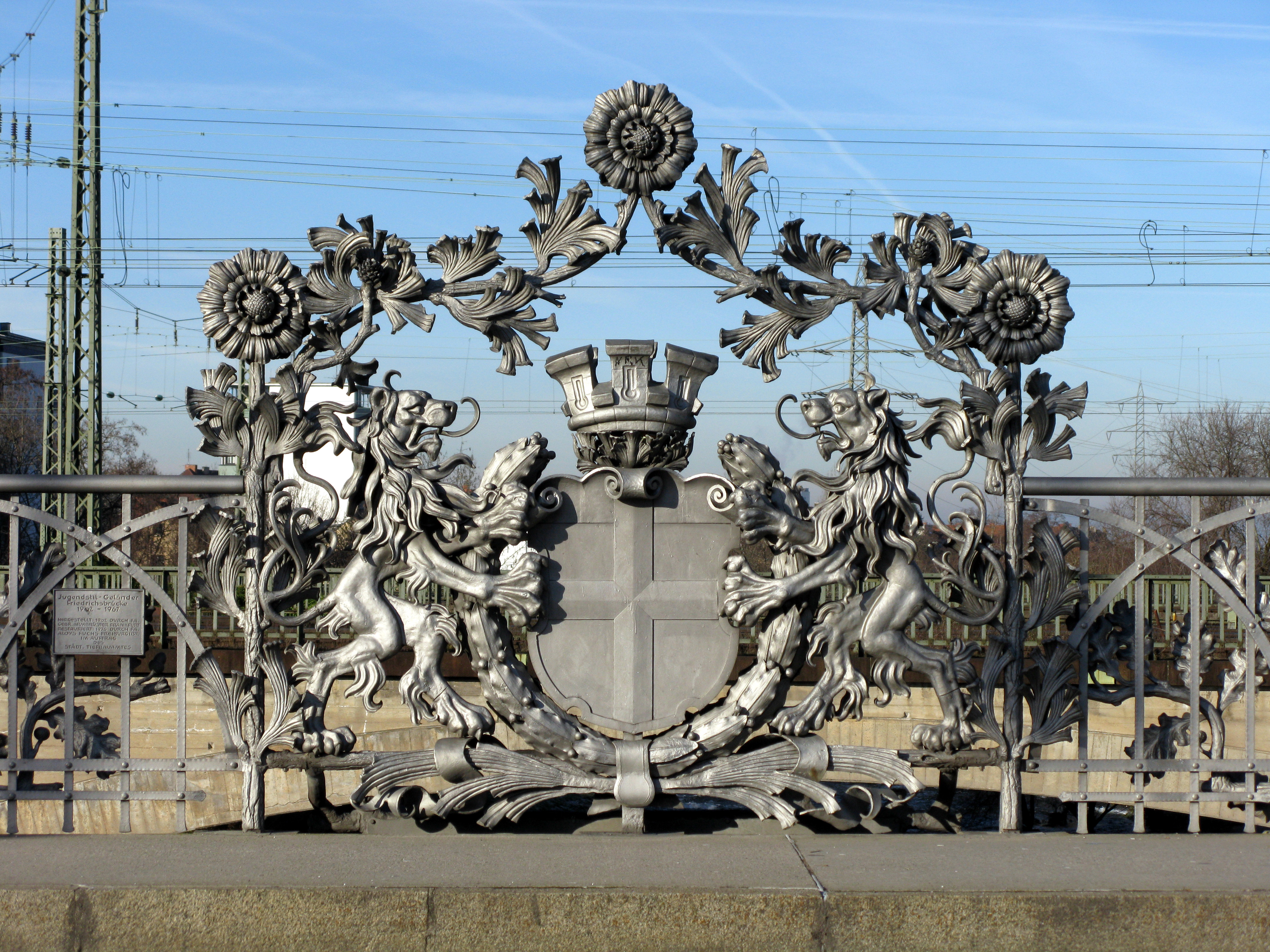
Stadtwappen
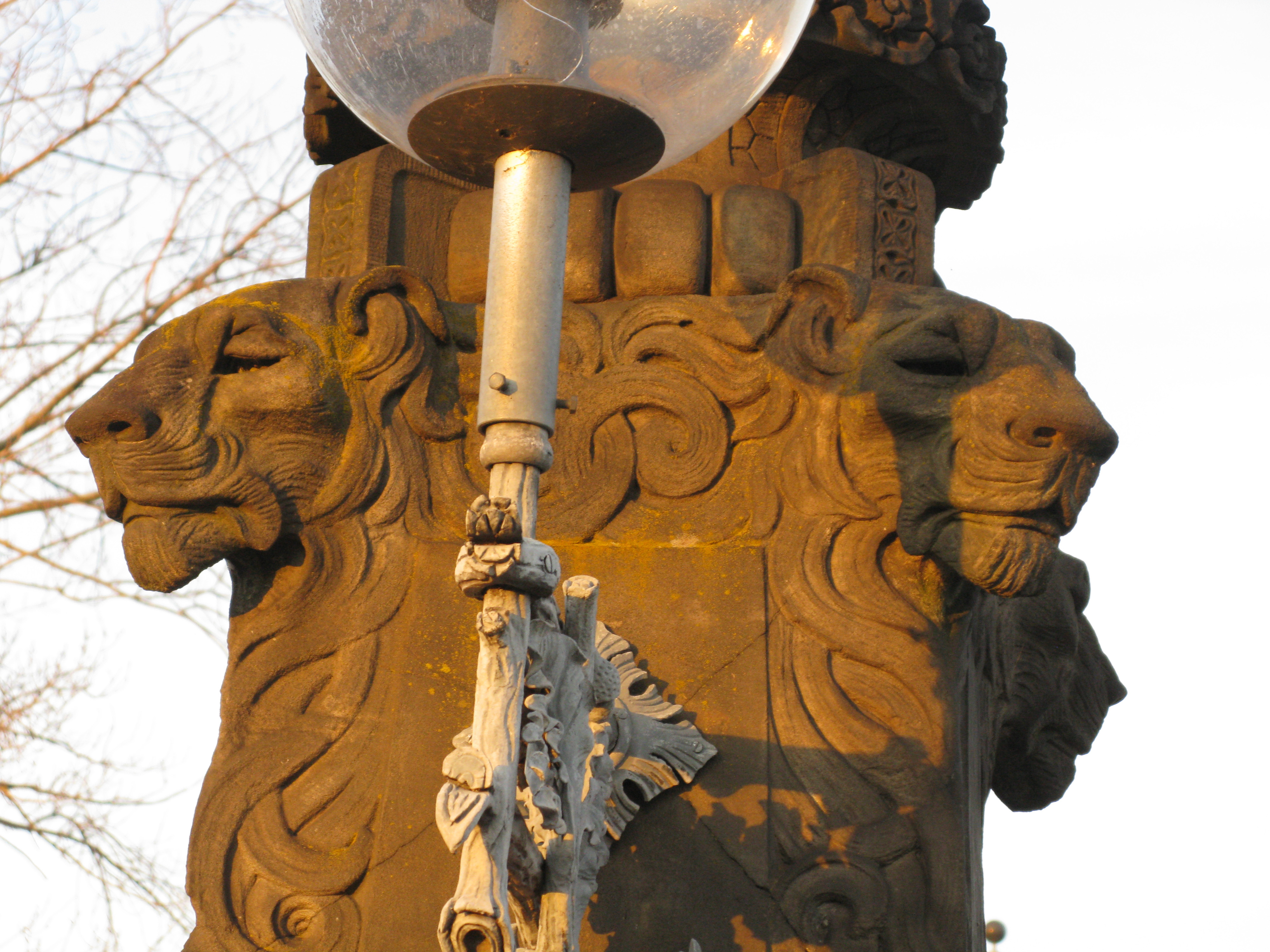
Laternenträger mit Löwenköpfen

### Ovalförmige Doppelbrücke (1967–2015)

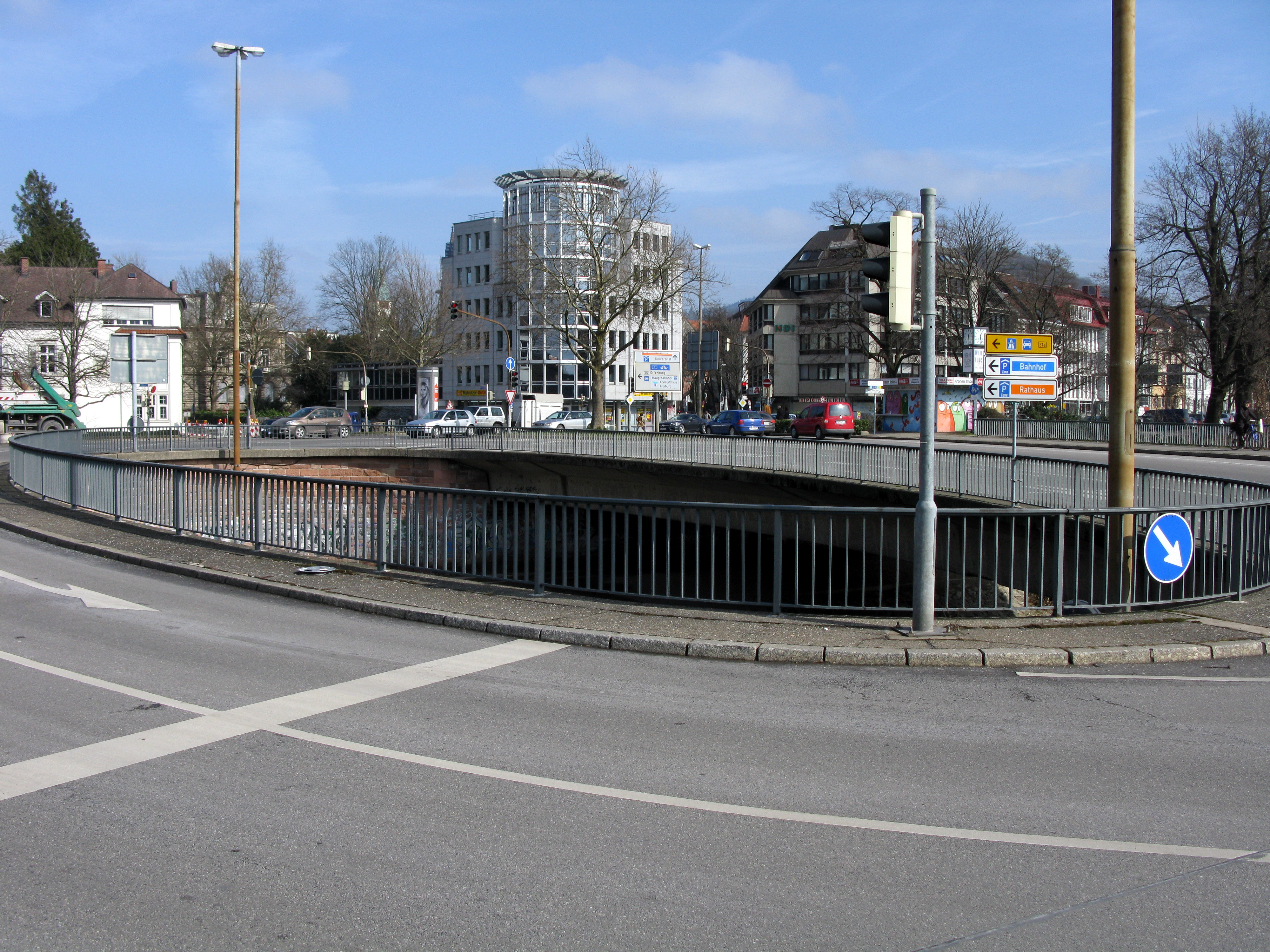
Kronenbrücke (2013)

1963 beschloss der Stadtrat den Neubau als ovalförmige Doppelbrücke. Im Zusammenhang damit standen Konzepte zur „Autogerechten Stadt“, die neben dem Bau des Zubringer Mitte einen vierspurigen Ausbau der Kronenstraße zur Anbindung der Innenstadt vorsahen. 1967 wurde die erste Brücke für 1,4 Millionen D-Mark fertiggestellt. Sie querte die Dreisam westlich der Friedrichsbrücke und wurde zunächst parallel zu dieser betrieben. Der Stadtrat entschied sich letztlich, auch die angerostete und zu schwach ausgelegte Friedrichsbrücke für 1,67 Millionen D-Mark neu zu errichten und ließ deren Fundamente sprengen. Die komplette Doppelbrücke wurde schließlich 1969 unter dem Namen Kronenbrücke, da sie die Altstadt mit der Kronenstraße verbindet, dem Verkehr übergeben. Aufgrund ihrer ovalen Form erhielt sie im Volksmund den Namen Elefantenklo.

#### Abriss (2015–2017)

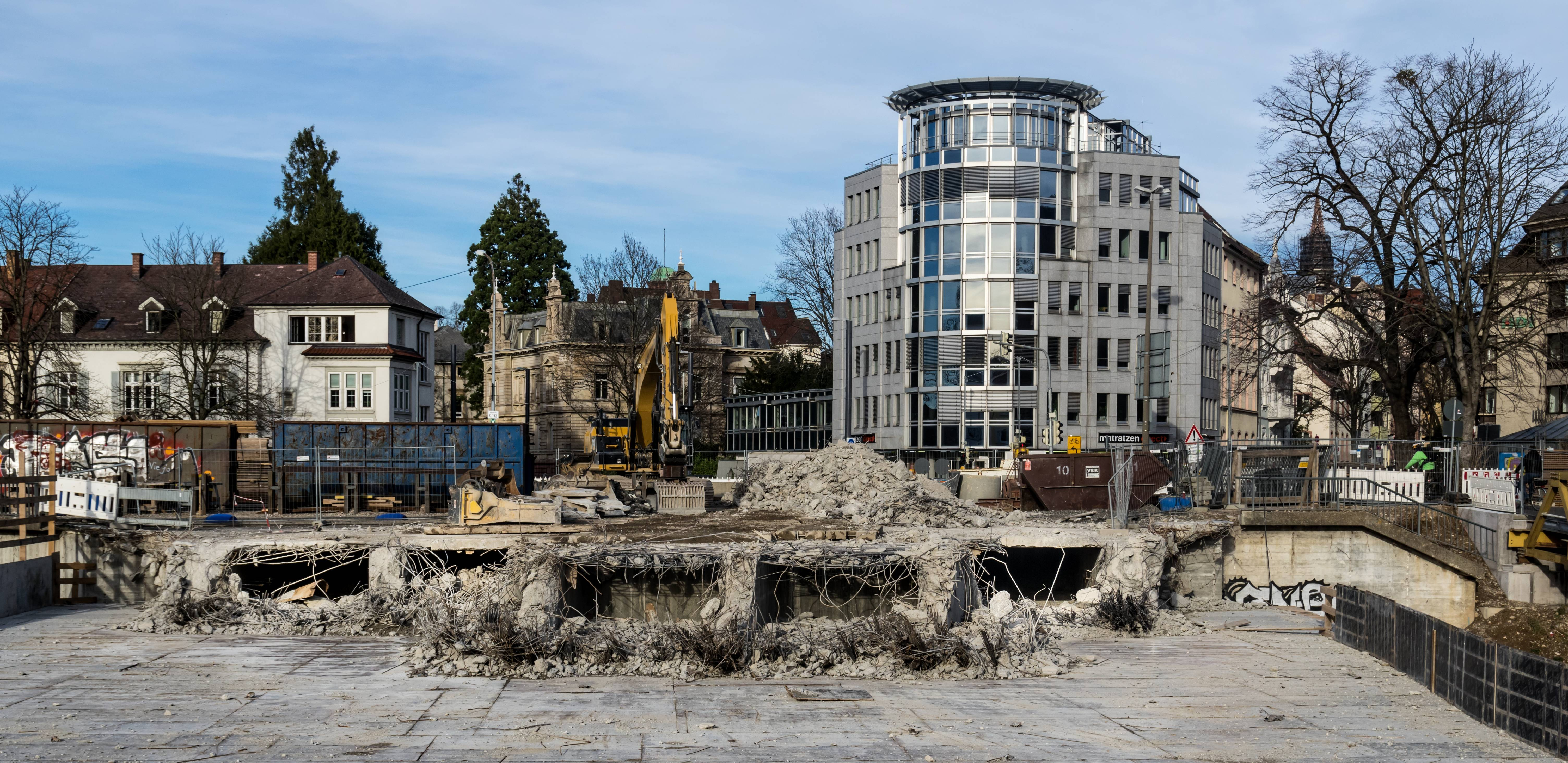
Abbruch der östlichen Brücke auf einem Hilfstisch (2016)

Da es aus statischen Gründen nicht möglich war, die Gleise der geplanten Straßenbahnstrecke über das bestehende Bauwerk zu führen, wurde im Rahmen des Gesamtprojektes „Umgestaltung Rotteckring“ der Abriss und anschließende Neubau der sanierungsbedürftigen Brücke beschlossen.
Die Brücke war daher seit 2. Februar 2015 für den Kraftfahrzeugverkehr nicht mehr befahrbar. Für Fußgänger und Radfahrer wurde östlich der Kronenbrücke vom Technischen Hilfswerk eine Behelfsbrücke installiert, die am 22. Juni 2015 freigegeben wurde. Im Dezember 2015 wurde mit dem Abriss begonnen. Dabei wurden alte unbekannte Fundamente gefunden. Wegen einer Gashochdruckleitung und falscher Berechnung des Volumens der alten Brücke (1800 statt 1100 Kubikmeter) verzögerten sich Abriss und Neubau.

### Neubau (2017–2018)

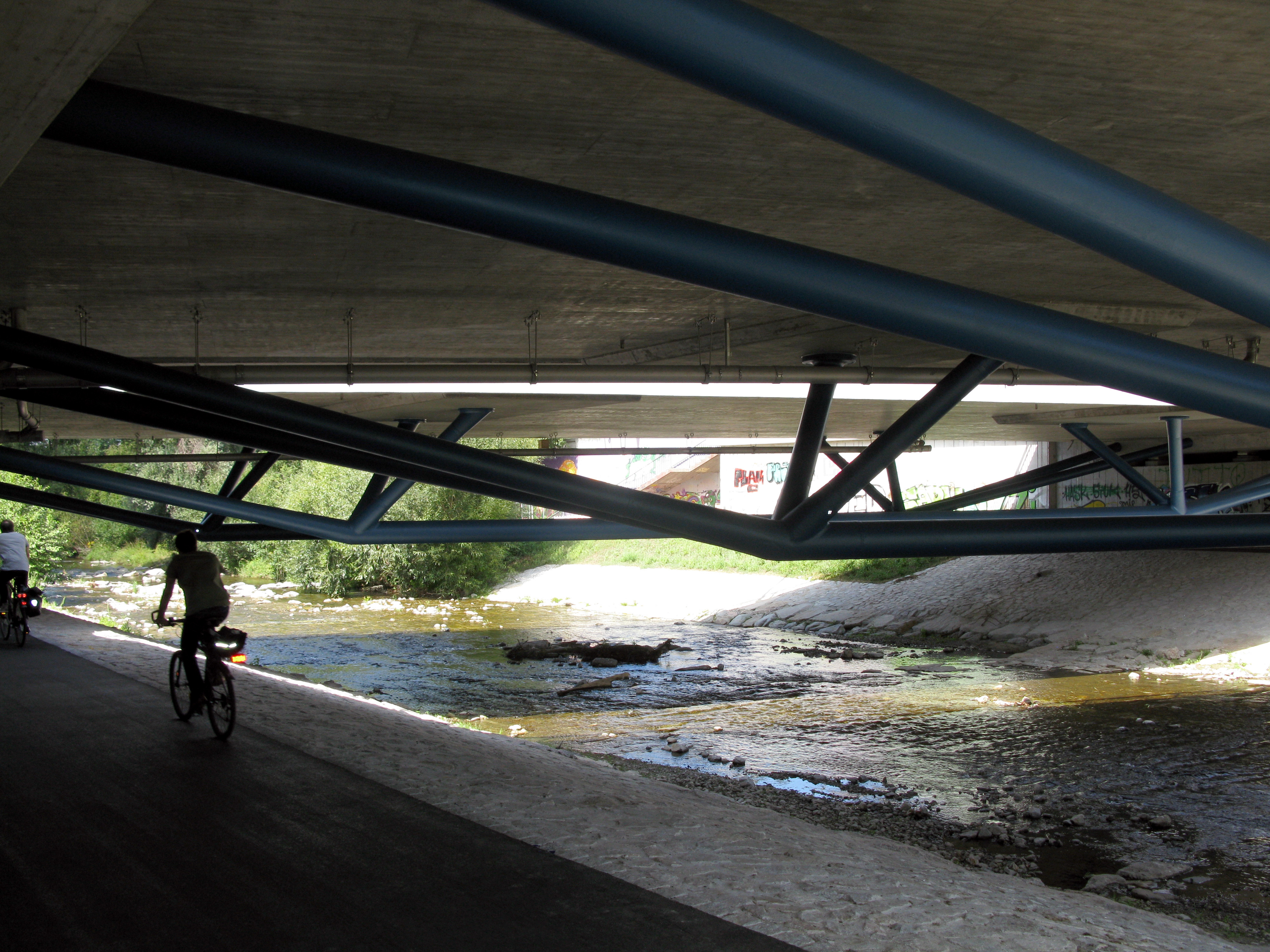
Neubau von unten (2018)

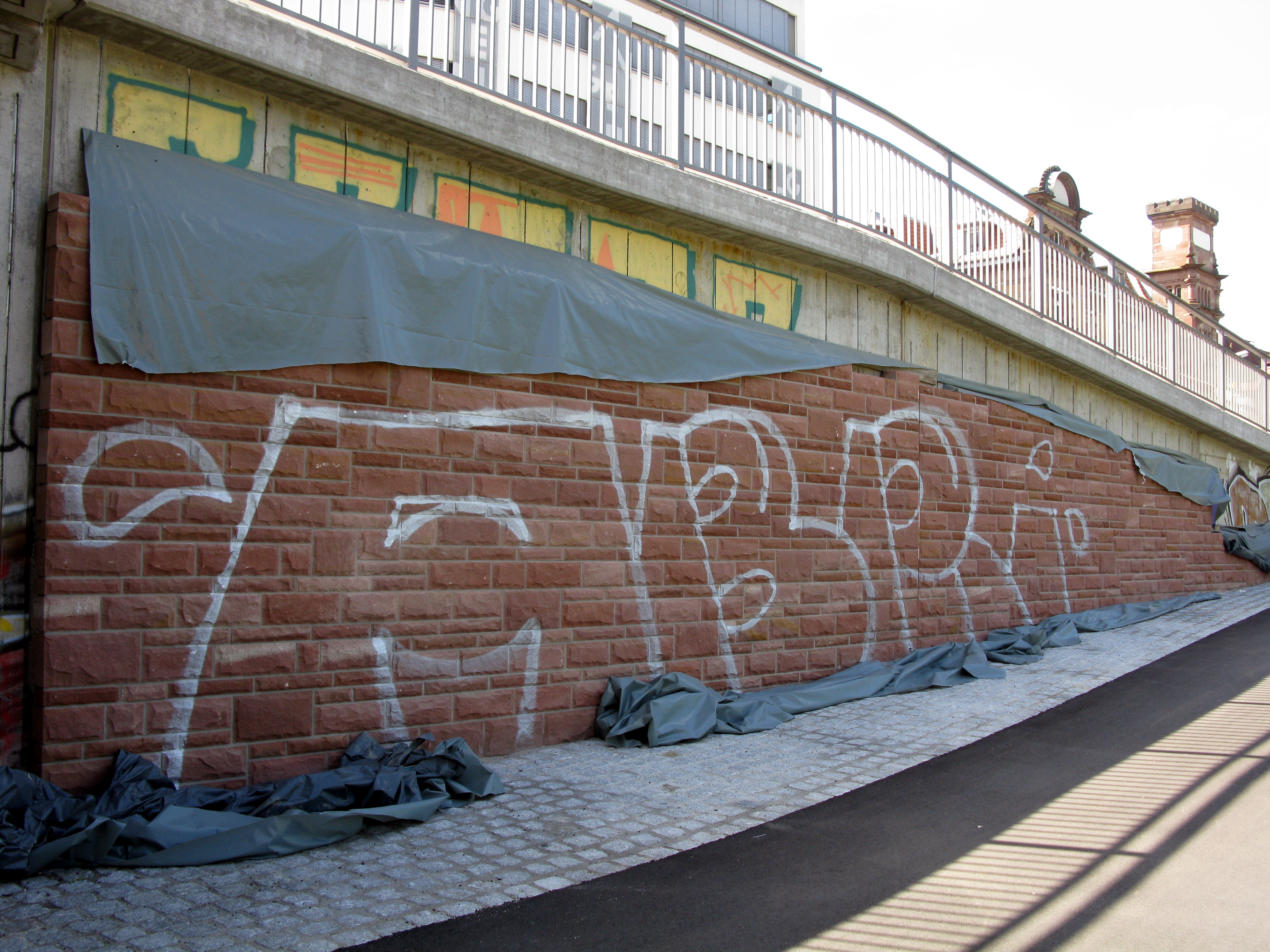
Natursteinverkleidung mit Graffiti

Mit einem Jahr Verzug wurde im März 2017 mit dem eigentlichen Neubau begonnen. Die neue Brücke ist nicht mehr aus Spannbeton, sondern aus Stahlbeton mit einem Stahlunterbau mit Knoten aus Gussstahl. Das ist ungewöhnlich für die Ausdehnung von 40 mal 40 Meter.
Die Lichtöffnung in der Mitte der neuen Brücke ist nicht mehr so oval wie bei der alten.
Nachdem die neuen Widerlager errichtet wurden, kamen ab März 2017 acht Schwerlasttransporter aus Steinach am Brenner mit jeweils einem Stahldreieck mit den Maßen 16 Meter Länge, 5,5 Meter Breite, fast 4 Meter Höhe und etwa 25 Tonnen schwer, die mit einem Autokran passgenau eingesetzt wurden. Mit Verbindungsrohren quer über die Dreisam wurden sie an den Knoten angeschweißt. Im April begannen die Schalungsarbeiten für die Betonierung. In der Nacht vom 27. auf den 28. Juni 2017 wurde während 13 Stunden mit 70 Arbeitern die Kronenbrücke betoniert. 150 Ladungen Transportbeton à 20 Tonnen, das entspricht 1.200 Kubikmeter, wurden verarbeitet. Ursprünglich sollte in der Nacht vom 21. auf den 22. Juni betoniert werden, aber da war es zu heiß. Vier Wochen dauerte anschließend die Trocknung und Aushärtung des Betons. Nach Abdichtung, Geländermontage und Freigabe für Fußgänger und Radfahrer wurde Anfang Dezember die Behelfsbrücke abgebaut. Anschließend wurde die Radwegrampe an der Südostecke gebaut.

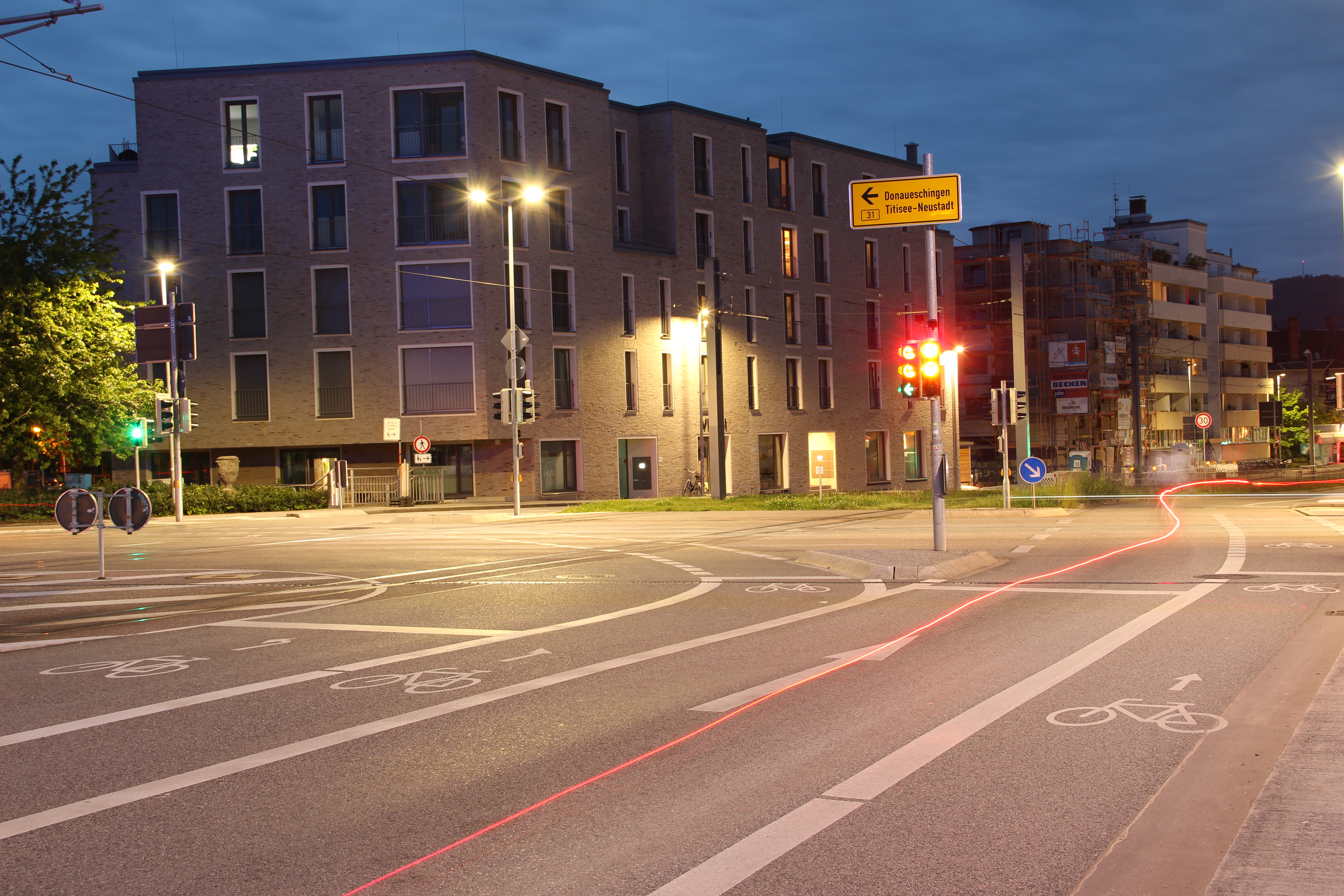
Abbiegemöglichkeiten für den Radverkehr: ganz links FR 1 nach Littenweiler, halblinks Richtung Günterstal, geradeaus FR 6 und rechts FR 1 nach Lehen

Während im Sommer 2018 begonnen wurde die Fahrbahndecken an den Anschlüssen zu asphaltieren, begann darunter die Verblendung der Widerlager mit Natursteinen, wie schon bei der vorigen Brücke. Und ebenso sprühten Unbekannte Graffiti auf die Natursteine. Die Stadt erstattete Anzeige. Auf die Frage der Badischen Zeitung, ob man sich diese 170.000 Euro teure Arbeit nicht sparen könne, antwortete die Sprecherin der Stadtverwaltung, dass auch die alte Brücke so verkleidet war. Es würde jetzt ein Schutz auf die Steine aufgetragen, dass sie leichter zu reinigen seien. Am 12. Dezember 2018 wurde die Brücke für den Kfz-Verkehr freigegeben. Für den Radverkehr wurde dabei in Fahrtrichtung Süden auf dem FR 6 eine halblinke Abbiegespur in die Goethestraße nach Günterstal und eine ganz linke Abbiegemöglichkeit auf den FR 1 eingerichtet. Am 10. Februar 2019 fuhr erstmals eine Bahn über die Brücke und ab 11. begann die VAG mit Schulungen ihrer Stadtbahnfahrer auf der neuen Strecke, die am 16. März 2019 fahrplanmäßig in Betrieb ging. Nachts ist die neue Brücke u. a. blau beleuchtet.
Über ein Jahr nach Fertigstellung stritten sich die Stadt und die Freiburger Verkehrs AG mit der Baufirma Wolff & Müller um die Kosten, die sie für zu hoch halten. Zahlen nennt niemand, doch es handelte sich um einen Betrag im unteren siebenstelligen Bereich. Im September 2020 gab es eine Einigung. „Die Firma hat in Verhandlungen ihre Forderungen in einem für uns akzeptablen Rahmen reduziert,“ sagte Rathaussprecher Sebastian Wolfrum. Die Differenz zwischen Forderung und Einigung habe im niedrigen siebenstelligen Bereich gelegen.